# The Goon Show
The Goon Show fue una comedia radiofónica británica, originalmente producida y emitida por BBC Home Service de 1951 a 1960, con repeticiones ocasionales en el programa BBC Light. La primera serie emitida del 28 de mayo al 20 de septiembre de 1951, fue titulada Crazy People; las series siguientes tenían por título de The Goon Show, un título inspirado, según Spike Milligan, por un personaje de Popeye.
El creador principal del programa y escritor principal fue Spike Milligan. Los guiones mezclaban tramas ridículas con humor surrealista, juegos de palabras, frases y una variedad de efectos de sonido extraños. Algunos de los últimos episodios presentan efectos electrónicos ideados por el incipiente Taller de la BBC Radiophonic, muchos de los cuales fueron reutilizados por otros programas durante décadas. Muchos elementos del programa satirizaban la vida contemporánea en Gran Bretaña, parodiando aspectos del mundo del espectáculo, el comercio, la industria, el arte, la política, la diplomacia, la policía, el ejército, la educación, la estructura de clases, la literatura y el cine.
El programa fue lanzado internacionalmente a través de BBC Transcription Services (TS).: 54  Fue escuchado regularmente desde la década de 1950 en Australia, Sudáfrica, Nueva Zelanda, India y Canadá, aunque estas versiones TS fueron editadas frecuentemente para evitar temas controvertidos.: 54  NBC comenzó a transmitir el programa en su red de radio desde mediados de la década de 1950.
El programa ejerció una influencia considerable en el desarrollo de la comedia y la cultura popular británica y estadounidense. Fue citado como una influencia importante por The Beatles y el equipo de comedia estadounidense The Firesign Theatre [4], así como por Monty Python.

## Antecedentes
La serie fue diseñada y escrita por Spike Milligan con la colaboración regular de otros escritores, incluidos Larry Stephens (que contribuyó a alrededor de 140 episodios), Eric Sykes (quien coescribió la mayoría de los episodios de la Serie 5), Maurice Wiltshire y John Antrobus, inicialmente bajo la supervisión de Jimmy Grafton.
Milligan y Harry Secombe se hicieron amigos mientras servían en la Artillería Real durante la Segunda Guerra Mundial. Es famoso que Milligan se encontró por primera vez con Secombe después de que la unidad de artillería de Gunner Milligan accidentalmente permitiera que un gran obús se cayera por un acantilado, debajo del cual Secombe estaba sentado en un pequeño camión inalámbrico: "De repente, hubo un ruido terrible cuando un objeto monstruoso cayó del cielo muy cerca. Hubo una confusión considerable, y en medio de ella se abrió la tapa de la camioneta y un joven idiota con casco preguntó "¿Alguien ha visto un arma?" Fue Milligan". La respuesta de Secombe a esa pregunta fue "¿De qué color era?" Peter Sellers después de la guerra en el Hackney Empire, donde actuaba Secombe, y los tres se hicieron amigos cercanos.:20
El grupo se formó por primera vez en la taberna londinense de Jimmy Grafton llamada "Grafton's" a fines de la década de 1940. Los vendedores ya habían debutado con la BBC, Secombe se escuchaba a menudo en Variety Bandbox, Milligan escribía y actuaba en el programa de alto perfil de la BBC Hip-Hip-Hoo-Roy con Derek Roy, y Michael Bentine, que apareció en la primera serie, acababa de empezar a aparecer en el programa de radio de Charlie Chester, Stand Easy, en la hora pico.
Los cuatro hicieron clic de inmediato. "Siempre fue un alivio alejarse del teatro y unirme a la juerga en Grafton's un domingo por la noche", dijo Secombe años después. Empezaron a llamarse a sí mismos "The Goons" y empezaron a grabar lo que pasaba en el pub con una grabadora de disco de aluminio Pickersgill.  El productor de la BBC, Pat Dixon, escuchó una cinta y se interesó por el grupo. Presionó a la BBC por un contrato a largo plazo para la pandilla, sabiendo que esto aseguraría a Sellers para algo más que un trabajo de temporada, algo a lo que la BBC había estado apuntando. La BBC consintió y encargó una primera serie, aunque sin mucho entusiasmo.
La serie se estrenó en mayo de 1951 y las cifras de audiencia crecieron rápidamente, de alrededor de 370.000 a casi dos millones al final del 17º programa. No se sabe que haya sobrevivido ninguna grabación de ningún episodio de esta serie. La BBC encargó una segunda serie y se produjeron otros cambios. Los interludios musicales se acortaron y Max Geldray se unió a la formación. Peter Eton , del departamento de teatro de la BBC, reemplazó a Dennis Main Wilson como productor. Eton trajo una disciplina más estricta a la producción del programa. También era un experto en efectos de sonido y técnica de micrófonos, asegurando que el programa se convirtiera en una experiencia auditiva mucho más dinámica. Sin embargo, algunos episodios de la serie Milligan sufrieron una grancrisis nerviosa . Fue hospitalizado a principios de diciembre de 1952,:136-139 justo antes de la transmisión del episodio cinco, pero éste y el siguiente episodio ya habían sido escritos, y los siguientes 12 episodios fueron coescritos por Stephens y Grafton. Milligan estuvo ausente como intérprete durante aproximadamente dos meses, regresando para el episodio 17, transmitido a principios de marzo de 1953. Al igual que con la Serie 2, todos los episodios fueron coescritos por Milligan y Stephens y editados por Jimmy Grafton.
Bentine dejó el programa al final de la temporada 2, citando el deseo de seguir proyectos en solitario, aunque había habido un grado creciente de tensión creativa entre él y Milligan.
Milligan culpó de su ruptura y el colapso de su primer matrimonio al gran volumen de escritura que requería el programa. Su entonces innovador uso de efectos de sonido también contribuyó a la presión. Todo esto exacerbó su inestabilidad mental que incluía el trastorno bipolar, especialmente durante la tercera serie. Sin embargo, la BBC se aseguró de que estuviera rodeado de consumados escritores de comedia radiofónica (Sykes, Stephens, Antrobus, Wiltshire y Grafton), por lo que muchos de los problemas causados por su mala salud fueron hábilmente cubiertos por guiones compuestos.
Muchos altos funcionarios de la BBC estaban desconcertados y aturdidos por el humor surrealista del programa y se ha informado que los altos ejecutivos del programa se refirieron erróneamente a él como The Go On Show: 37   o incluso The Coon Show.: 13   El título del programa se inspiró, según Spike Milligan, en Alice the Goon, un personaje del cómic de Popeye.
Varias de las canciones sin sentido de los Goons se grabaron a fines de la década de 1950, como la "Ying Tong Song", número 3 en la lista de singles del Reino Unido en 1956. El programa de radio tuvo altos índices de audiencia en Gran Bretaña en su apogeo; las entradas para las sesiones de grabación en el Camden Theatre de la BBC (ahora conocido como KOKO) en Londres estaban constantemente sobre-suscritas y las diversas voces de personajes y frases del programa se convirtieron rápidamente en parte de la lengua vernácula.: 96   La serie se ha mantenido constantemente popular desde entonces, y el programa se transmite semanalmente por la cadena ABC de Australia hasta 2012. El programa también se transmite en BBC Radio 4 Extra.
La placa azul del antiguo Camden Theatre, ahora Koko, el sitio de la grabación de The Last Goon Show of All.
Los guiones existen principalmente en versiones transcritas por fans a través de sitios web dedicados. Aunque se publicaron tres libros que contenían guiones seleccionados, están agotados y, por lo general, solo están disponibles en bibliotecas o de segunda mano. Algunos libros biográficos más recientes contienen guiones seleccionados.
Hubo 10 series en total, más una serie adicional llamada Vintage Goons , grabada al mismo tiempo que la octava serie, que incluía grabaciones de remodelaciones (por Milligan) de breves bocetos de los primeros programas que no habían sido grabados por los servicios de transcripción. La primera serie tuvo 17 episodios más un especial, Cenicienta (1951); la segunda serie tuvo 25 episodios, (1952); la tercera temporada tuvo 25 episodios más un especial: The Coronation Special (1952-1953); la cuarta temporada tuvo 30 episodios más un especial, Archie In Goonland ( 1953-1954 ); la quinta temporada tuvo 26 episodios más un especial: The Starlings(1954–55); la sexta temporada tuvo 27 episodios más tres especiales (1955-1956); la séptima temporada tuvo 25 episodios más dos especiales (1956–57); la octava temporada tuvo 26 episodios (1957–58); los Vintage Goons fueron re-interpretaciones de 14 episodios de la cuarta temporada; la novena temporada tuvo 17 episodios (1958-1959); y la décima temporada tuvo seis episodios (1959-1960).: 101 

## Surrealismo
El Goon Show ha sido descrito como "vanguardista", "surrealista", "abstracto" y "cuatridimensional". El programa jugó con el medio de la radio misma. Se escribieron escenas enteras en las que los personajes se iban, cerraban la puerta detrás de ellos y aún seguían dentro de la habitación. Más allá de esto, los personajes anunciarían su partida, cerrarían una puerta, pero sería otro personaje el que hubiera abandonado la habitación. Ese personaje golpearía la puerta para volver a ingresar, la puerta se abriría y cerraría y nuevamente el personaje equivocado sería bloqueado.
El programa allanó el camino para el humor surrealista y alternativo, como lo reconocen comediantes como Eddie Izzard.:vii La surrealidad fue parte de la atracción para Sellers,  y esto exacerbó su inestabilidad mental, especialmente durante la tercera temporada.  Muchas de las secuencias han sido citadas como visionarias en la forma en que desafiaron las convenciones tradicionales de la comedia. En la autobiografía de los Pythons, Terry Jones afirma "Los Goons, por supuesto, eran mis favoritos. Lo que me encantaba era la surrealidad de las imágenes y la velocidad de la comedia, la forma en que rompían las convenciones de la radio y jugaban con la naturaleza misma del medio".: 73   Esto es reiterado por Michael Palin y John Cleese. Cleese recuerda haber escuchado The Goon Show cuando era un adolescente a mediados de la década de 1950 "y estar absolutamente asombrado por su humor surrealista. Llegó en una etapa clave de mi propio desarrollo y nunca me perdí un espectáculo".: 150 